# 王若虛
王若虛（1174年—1243年），字從之，號慵夫。河北藁城人。
早年好學，以周昂、劉中為師。金章宗承安二年（1197年）進士，調鄜州錄事，歷管城、門山縣令，有惠政，升國史院編修。曾奉命出使西夏，授同知泗州軍州事，留為著作佐郎。參預修《宣宗實錄》，遷平涼府判官，召為左司諫，轉延州刺史，入翰林直學士。金亡後不仕，北歸鎮陽，自稱滹南遺老。晚年與渾源劉鬱東遊泰山，坐大石上，良久瞑目而逝。
王若虛在經學、史學、詩學都占有重要地位，以議論見長。他推崇杜甫、白居易、蘇軾，反對以黃庭堅為主的江西詩派諸人。對史家司馬遷的行處敘事，多有指責。他對宋儒朱熹的解經提出了批評，認為“宋儒所解，則揄揚過侈，牽扯過甚，故作高深。”陳天祥《四書辨疑》多引王若虛說。清四庫館臣評說：“金元之間，學有根底者，實無人出若虛右。”著有《五經辨惑》、《論語辨惑》、《孟子辨惑》、《史記辨惑》、《慵夫集》等，有《滹南遺老集》傳世。

## 後世影響
香港中學文憑考試2025年中國語文科卷一以《滹南遺老集》（《滹南王先生文集卷之二十九》）連同《資治通鑑》（卷220）摘錄為文言文選段，著重於討論安史之亂期間睢陽之戰守城的食人事件。

## 延伸阅读
[在维基数据编辑]
 《金史·卷126》，出自脱脱《遼史》